# Alexeï Alexandrovitch Bobrinski
Le comte Alexeï Alexandrovitch Bobrinski, en russe : Алексей Александрович Бобринский, né en 1852 à Saint-Pétersbourg, et mort en 1927 à Grasse est un homme politique russe, et également homme d'affaires, qui fut archéologue, historien, ethnographe et critique d'art, président de la noblesse de Saint-Pétersbourg du 14 avril 1876 au 27 janvier 1890 et du 1er février 1893 au 8 février 1897,  sénateur (1896), et membre du Conseil d'État (1er janvier 1912).
Il était descendant de Catherine II et de Grigori Orlov par son aïeul le comte Alexeï Grigorievitch Bobrinski (1762-1813) et fils du comte Alexandre Bobrinski.

## Biographie
Alexeï Alexandrovitch Bobrinski était avant la révolution de 1917 un grand propriétaire terrien. Il fit ses études à la faculté de droit de l'Université de Saint-Pétersbourg, mais il dut arrêter ses études pour raison de santé.

### Carrière politique
En 1873, il entre au Département du Conseil des ministres.
Il est président de l'Assemblée de la noblesse de Saint-Pétersbourg du 14 avril 1876 au 27 janvier 1890 et du 1er février 1893 au 8 février 1897, représentant de la noblesse de cette même ville au Sénat et à la troisième Douma de Kiev. Nicolas II le nomme à la tête de la Commission chargée des festivités données à l'occasion du tricentenaire des Romanov (1912). Au cours de la Première Guerre mondiale il est nommé président de la banque anglo-russe. Il est le chef du parti de droite à la Douma (1915). En 1916, il occupe le poste de directeur adjoint au ministère de l'Intérieur (mars à juillet 1916) et devient ministre de l'Agriculture (juillet à novembre 1916). De 1918 à 1919, il siège au Conseil pour l'unification de la Russie.

### Le scientifique
Historien et archéologue, Alexeï Bobrinski occupe les postes de président de la Commission impériale d'archéologie (1889), président de la Société économique libre (1894). Il dirige les fouilles sur les tumulus scythes près de Kertch et de Kiev. Il est également chargé de l'extraction et de l'exposition du trésor de Perechtchepine. Dans sa monographie, le comte fait un descriptif concernant les ruines de la ville de Chersonèse (située au sud-ouest de la Crimée). 

### Découverte archéologique
Le comte Bobrinski découvre dans un tumulus scythe, au kourgane de Solokha, un peigne d'or qui est exposé de nos jours au Trésor d'État du musée de l'Ermitage à Saint-Pétersbourg.

### Exil
La Révolution russe oblige le comte à fuir la Russie en 1919. Il émigre en France où il milita activement pour la cause monarchiste.